# Waite Hoyt
Waite Charles Hoyt (Brooklyn, Nueva York, 9 de septiembre de 1899-Cincinnati, Ohio, 25 de agosto de 1984), más conocido como Waite Hoyt, fue un jugador profesional estadounidense de béisbol que se desempeñó en la posición de lanzador en las Grandes Ligas de Béisbol (MLB). Es miembro del Salón de la Fama del Béisbol.

## Carrera
Hoyt jugó como profesional una temporada en New York Giants (1918), después pasó por varios equipos, Boston Red Sox (1919-1920), New York Yankees (1921-1930), Detroit Tigers (1930-1931), Philadelphia Athletics (1931), Brooklyn Dodgers (1932), New York Giants (1932), Pittsburgh Pirates (1933-1937), y finalmente, regresó a Brooklyn Dodgers, donde jugó dos temporadas (1937-1938), y fue el equipo en el que se retiró.

## Reconocimiento
En 1969, ingresó como miembro al Salón de la Fama del Béisbol.